# Yu Lizhi
Yu Lizhi (chinesisch 余立志, * 5. Januar 1969) ist ein ehemaliger chinesischer Badmintonspieler.

## Karriere
Yu Lizhi nahm 1996 an den Olympischen Spielen im Herreneinzel teil. Dort unterlag er Rashid Sidek aus Malaysia im Achtelfinale. Im gleichen Jahr gewann er die Swedish Open und die Polish Open. 1991 war das Achtelfinale auch Endstation bei der Badminton-Weltmeisterschaft 1991 im Herreneinzel.

## Sportliche Erfolge
| Saison | Veranstaltung           | Disziplin    | Platz | Name                     |
| ------ | ----------------------- | ------------ | ----- | ------------------------ |
| 1989   | Bulgarian International | Herrendoppel | 1     | Yu Lizhi / Zheng Shoutai |
| 1989   | Bulgarian International | Herreneinzel | 2     | Yu Lizhi                 |
| 1991   | Weltmeisterschaft       | Herreneinzel | 9     | Yu Lizhi                 |
| 1996   | Swedish Open            | Herreneinzel | 1     | Yu Lizhi                 |
| 1996   | Polish Open             | Herreneinzel | 1     | Yu Lizhi                 |
| 1996   | Olympia                 | Herreneinzel | 9     | Yu Lizhi                 |

## Referenzen
- Yu Lizhi in der Datenbank von Olympedia.org (englisch)

| Personendaten    | Personendaten                 |
| ---------------- | ----------------------------- |
| NAME             | Yu, Lizhi                     |
| ALTERNATIVNAMEN  | 余立志 (chinesisch)           |
| KURZBESCHREIBUNG | chinesischer Badmintonspieler |
| GEBURTSDATUM     | 5. Januar 1969                |